# San Pedro de Mérida

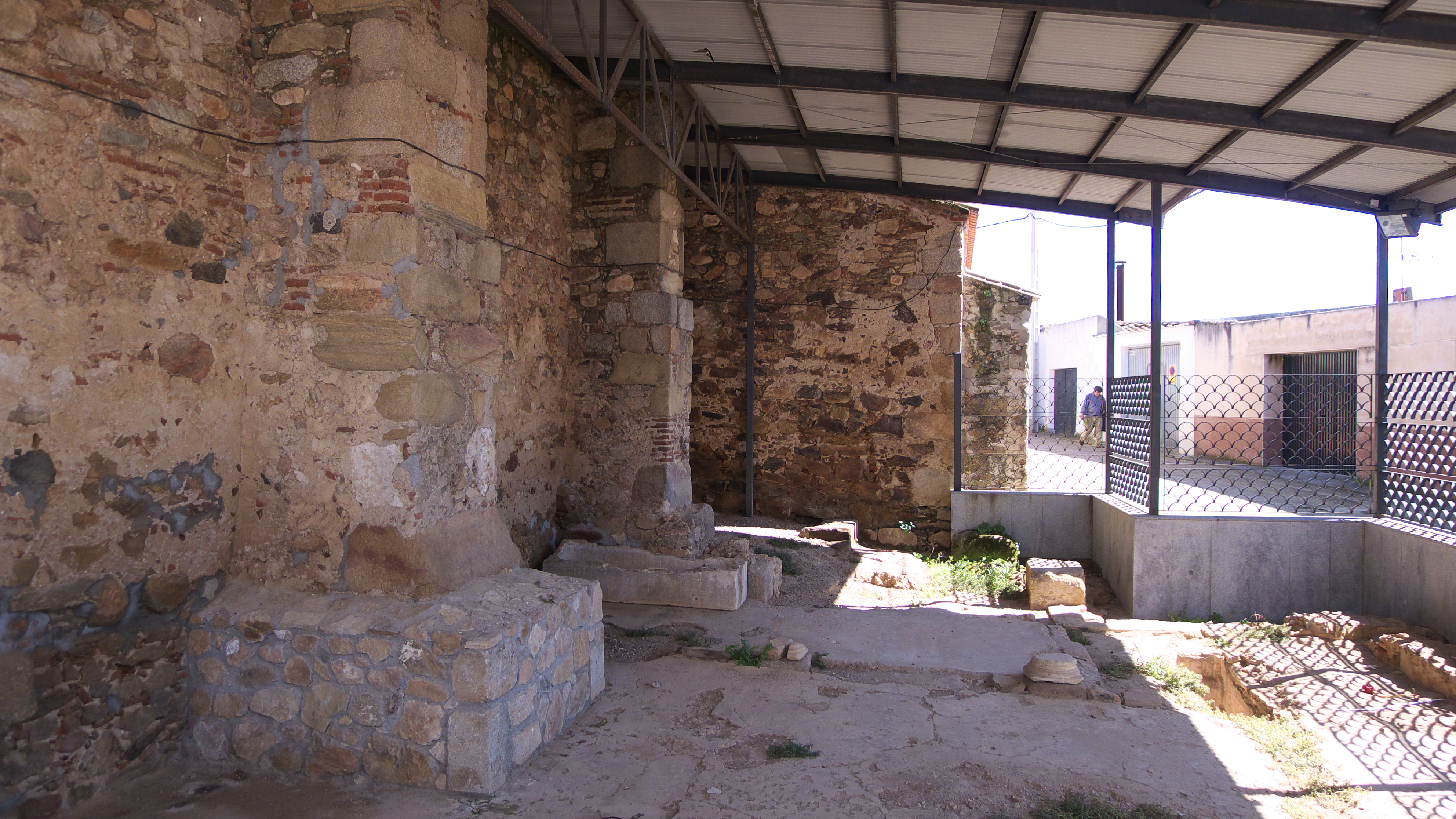

San Pedro de Mérida este un oraș din Spania, situat în provincia Badajoz din comunitatea autonomă Extremadura. Are o populație de 850 de locuitori (2008) și o suprafață de 22,7 km².
1. ↑  Nomenclátor Geográfico de Municipios y Entidades de Población (20240402 edition)